# L'Ora
L'Ora fue un antiguo periódico siciliano publicado en Palermo entre 1900, fecha de su fundación, y 1992, fecha de su cierre. En las décadas de 1950 a 1970 jugó un importante papel en la investigación de la Cosa nostra.

## Fundación
El diario fue fundado a iniciativa del empresario Ignazio Florio de Palermo, con la intención de favorecer sus intereses en el comercio, la industria del vino, la minería, la metalurgia o la cerámica. El primer número apareció el 22 de abril de 1900. El dueño formal era Carlo Di Rudinì, hijo de un antiguo primer ministro, Antonio Starabba, pero el accionista principal era Florio. El primer director del periódico fue Vincenzo Morello, uno de los periodistas más respetados de su tiempo. Antes de dirigir L'Ora, Morello había trabajado para La Tribuna, el diario de mayor tirada en el sur de Italia. Otros colaboradores fueron Napoleone Colajanni, Francesco Saverio Nitti y Luigi Capuana.
La política editorial del diario fue generalmente de línea republicana y progresista. Tras la Primera Guerra Mundial la línea editorial de la rotativa aumento sus ataques al fascismo. En noviembre de 1926, en el periodo posterior del ataque fallido contra Mussolini en Bolonia, el diario fue prohibido, junto con otros medios antifascistas.
L'Ora reapareció en enero de 1927 bajo la dirección de Nicola Pascazio, antiguo editor de Il Popolo d'Italia, órgano del Partido Nacional Fascista, con el subtítulo de "diario fascista del Mediterráneo". La invasión aliada de Sicilia en julio de 1943 motivó la suspensión del diario, pero la cabecera reapareció el 8 de abril de 1946.

## Años dorados
Bajo la nueva propiedad, el diario vivió sus años dorados de la mano de su editor jefe Vittorio Nistico, que también fue director entre 1954 y 1975. En este periodo el diario publicó muchas investigaciones e informes sobre la Cosa nostra, en una época en que la organización apenas se mencionaba. En 1958, L'Ora imprimió la palabra Mafia- una palabra innombrable por entonces- en letras enormes sobre la portada, cuando publicó una serie de artículos sobre el ascenso de Luciano Leggio en Corleone, el nuevo jefe de la Cosa Nostra después del asesinato del jefe anterior Michele Navarra en agosto de 1958, por los reporteros Felice Chilanti, Mario Farinella, Enzo Lucchi, Michele Pantaleone, Castrense Dadò y Enzo Perrone. La represalia de Leggio no se hizo esperar: a las 4:52 a. m. del 19 de octubre de 1958, una bomba de cinco kilos de TNT explotó delante de la redacción del diario haciendo estallar la mitad de la imprenta. Dos días más tarde el periódico apareció otra vez; el titular de la primera página decía: "La mafia nos amenaza, la investigación continúa".
El precio del compromiso cívico de la publicación fue el asesinato de tres de sus periodistas. El primero fue Cosimo Cristina, quién fue asesinado el 5 de mayo de 1960, mientras investigaba a la Mafia en el área de Termini Imerese. Luego cayó Mauro De Mauro quien desapareció el 16 de septiembre de 1970, mientras investigaba la implicación de la Mafia en la muerte del presidente de ENI Enrico Mattei. Y finalmente, Giovanni Spampinato, quien fue asesinado el 27 de octubre de 1972, mientras investigaba las actividades del neofascismo en Sicilia y las actividades de contrabando de la Mafia a lo largo de la costa este de Sicilia.

## Disminución
En 1970, el diario empezó a tener problemas financieros. Como periódico de tarde, era más vulnerable a la competición de las noticiarios por televisión que su competidor principal, el matutino Giornale di Sicilia. El periódico había perdido el soporte también del PCI, decidido a concentrarse en su publicación principal L'Unità en combinación con el histórico compromise, intentando acomodar a los Demócratas cristianos (DC).
A pesar de que L'Ora cambió para publicar como diario de mañana en 1976, los costes probaron ser excesivos y en 1979 el PCI decidió la clausura del diario. L'Ora, aun así, "rechazaba morir": una cooperativa de periodistas y administradores conseguía el permiso de utilizar el título y la propiedad, mientras una cooperativa de trabajadoras conseguía el uso del equipamiento bajo las mismas condiciones. Las medidas fueron tomadas en la esperanza de que la editorial adquiriera independencia financiera. No obstante, en 1980 el Giornale di Sicilia aprovecho la posición debilitada y el personal desmoralizado para convencer a cuatro de sus reporteros más jóvenes y prometedores (Roberto Ciuno, Francesco La Licata, Daniele Billiteri y Franco Nicastro) para formar una nueva redacción de sucesos, que compitió con L'Ora en uno de sus principales temas informativos.
Desde el punto de vista económico el periódico se mantuvo vivo gracias al NEM (Nuova Editrice Meridionale), una compañía formada por las cooperativas de acuerdo con el Partido Comunista, el cual poseyó el título y el equipamiento. A pesar del hecho de que la renovación de la sede en Palermo fue exitosa, la editorial y los problemas directivos dirigieron a una carencia de liderazgo adecuado. A pesar de que el periódico disfrutó un resurgimiento de ventas en 1992, esto no impidió al PDS (Partito Democratico della Sinistra - Partido Democrático del Izquierdo), el sucesor del PCI, liquidar L'Ora. El último número fue publicado el 8 de mayo de 1992.
El 29 de septiembre de 2019, la calle donde se ubicaba la redacción del diario fue rebautizada Vía "Giornale L'Ora" en ocasión del décimo aniversario de la muerte de Vittorio Nisticò, el director histórico del diario. Una placa conmemorativa fue desvelada para honrar a los tres reporteros muertos por la Mafia: Mauro De Mauro, Cosimo Cristina y Giovanni Spampinato y el ataque de la Mafia a su imprenta en 1958.